# Saidi (danse)
 (janvier 2018).
Si vous disposez d'ouvrages ou d'articles de référence ou si vous connaissez des sites web de qualité traitant du thème abordé ici, merci de compléter l'article en donnant les références utiles à sa vérifiabilité et en les liant à la section « Notes et références ».
Le Saidi est une danse populaire de la Haute Égypte qui se danse avec une canne ou un bâton. C'est une danse qui fait partie du folklore égyptien. 

## Histoire
Cette danse appelé Saïdi, est issue du Tahdib un art martial autrefois pratiqué par les hommes avec un baton très lourds et épais. Puis les femmes l'ont reprise et adaptée à la scène avec des cannes beaucoup plus fines et légères.

## La Danseuse
En général, la danseuse porte une longue robe moulante fendue de chaque côté et de longues manches. La musique est dynamique et le son est très aigu par le Mismar, flûte traditionnelle d'Égypte.